# Pasta cerámica
La pasta cerámica es un tipo de mezcla constituida por arcilla, desgrasante, y fundente. El desgrasante, también denominado aplástico o antiplástico, disminuye la plasticidad natural de la arcilla, reduce la formación de tensiones y grietas en el proceso de secado, anterior a la cocción. Además, tras esta, el fundente permite conseguir una mejor vitrificación, con la disminución de la porosidad, o consiguiendo la misma porosidad a menor temperatura de cocción.